# Staubeckenkommission

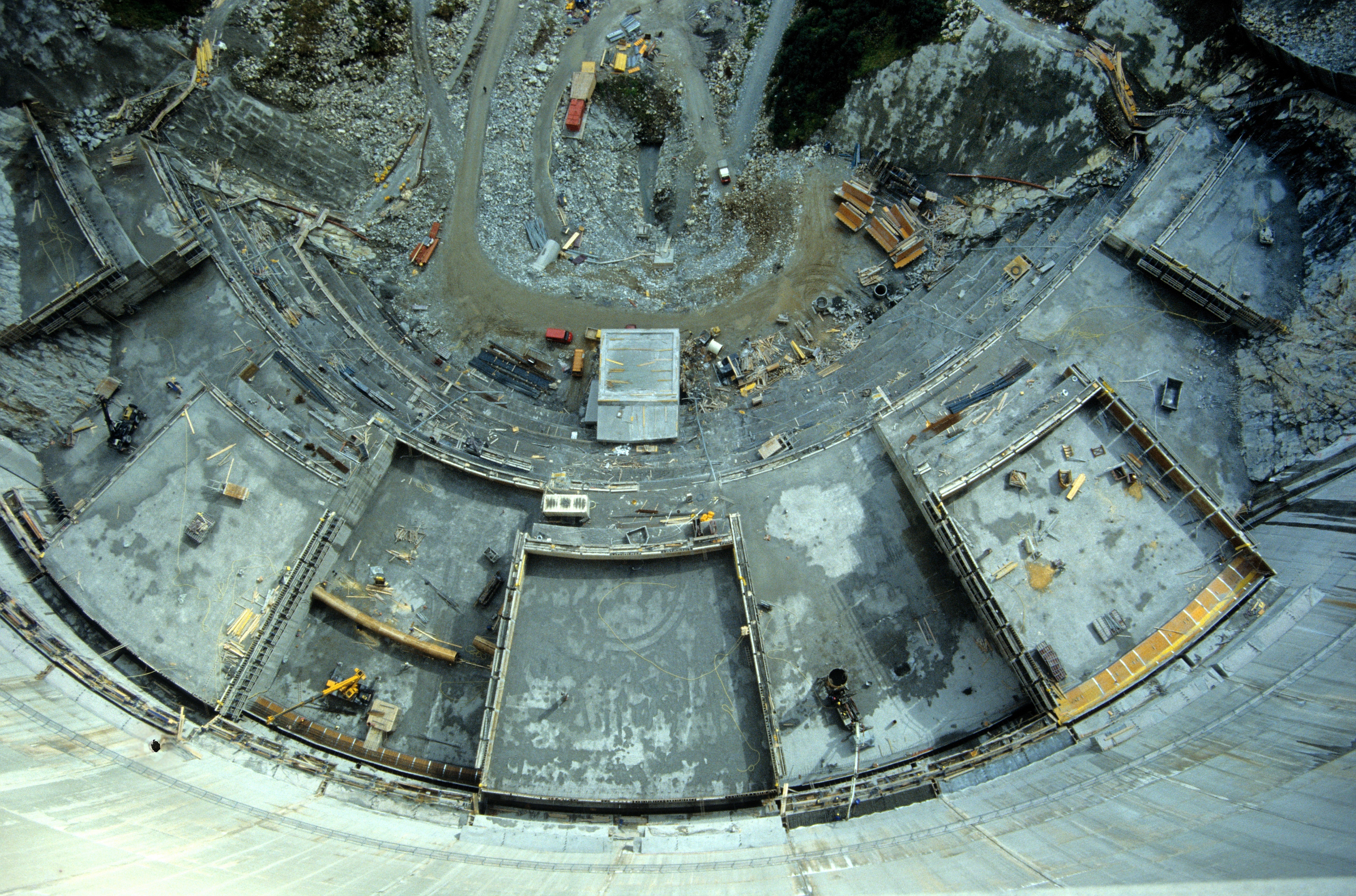
Arbeiten zur Erhöhung der Standsicherheit an der Kölnbreinsperre (Beispiel einer Sanierungsmaßnahme laut Beschluss der Staubeckenkommission), 1990

Die Österreichische Staubeckenkommission, beheimatet im Bundesministerium für Land- und Forstwirtschaft, Regionen und Wasserwirtschaft (BML) ist ein Gremium bestehend aus Experten aller relevanten Fachgebiete des Talsperrenbaus zur Unterstützung der Wasserrechtsbehörden, um sowohl bei neu zu errichtenden als auch bei bestehenden Anlagen zu gewährleisten, dass diese dem Stand der Technik entsprechend bemessen, überwacht und betrieben werden.

## Geschichte
Am 27. Oktober 1918 wurde im cisleithanischen Ministerium für öffentliche Arbeiten die „Kommission für Staubeckenanlagen“ gegründet. Anlass für die Einrichtung des Gremiums war das Versagen der Talsperre an der Weißen Desse am 18. September 1916.
Die Kommission hatte die Aufgabe, die Wasserrechtsbehörden und den Wasserwirtschaftsverband bei der Planung und Bewilligung zu beraten. Zu den ersten von diesem Gremium begutachteten Projekten gehörte der Spullersee, ein für die Elektrifizierung der Arlbergbahn aufgestauter Hochgebirgssee in Vorarlberg. 1925 wurde die erste Staubeckenkommissionsverordnung erlassen. Sie regelte unter anderem das Aufgabengebiet, die Zusammensetzung und die formalen Kriterien der Beschlussfassung.
Die Verankerung im Wasserrechtsgesetz (WRG) erfolgte 1934. Damals wurden die Begriffe „Talsperre“ und „Staubecken“ definiert. Am 12. Mai 1948 fand die erste Sitzung nach Inkrafttreten der Novelle 1946 statt. Thema dieser Sitzung war die Salzasperre.

## Aufgaben

### Erstellung von Gutachten
Ein Gutachten der Staubeckenkommission wird auf Ersuchen der für das eingereichte Projekt zuständigen Wasserrechtsbehörde erstellt. Sobald die Projektsunterlagen vorliegen, wird unter Berücksichtigung der betroffenen Fachbereiche (Geologie, Bodenmechanik, Dammbau, Statik, Sperrentechnik, Wasserbau, Maschinenbau) ein Team für die Bearbeitung zusammengestellt. Danach erfolgt meist eine Begehung des Standortes, die Festlegung der weiteren Vorgangsweise und die Anforderung eventuell notwendiger zusätzlicher Unterlagen.
In der Sitzung der Staubeckenkommission stellt der Antragsteller das Projekt vor. Vom Expertenteam wird dann eine Beurteilung sowie Empfehlungen für die Beschlussfassung abgegeben. Anschließend werden in fachspezifischen Arbeitsgruppen die Details besprochen und die Empfehlungen der Experten gegebenenfalls modifiziert. Zuletzt werden die Empfehlungen aus den Arbeitsgruppen im Plenum behandelt und ein Beschluss gefasst, betreffend der Maßnahmen, die der Behörde als Grundlage für die Bewilligung dienen.

### Beschlüsse zu Spezialfragen
Bei allgemeinen, nicht projektspezifischen Fragen die Standsicherheit bzw. die Überwachung von Stauanlagen betreffend, kann die Staubeckenkommission auf Antrag von Behörden oder Stauablagenbetreibern einen Beschluss zum Stand der Technik fassen. Ein Beispiel für diese Vorgangsweise ist der Beschluss der Staubeckenkommission zur Qualifikation von Talsperrenverantwortlichen im Jahr 1998. Notwendig wurde dieser Beschluss, da die Strommarktliberalisierung bei den Kraftwerksbetreibern einen negativen Einfluss auf das Niveau der Qualifikation von Talsperrenverantwortlichen ausübte. Der Beschluss der Staubeckenkommission wirkte dem entgegen und formulierte wieder österreichweit einheitliche Erfordernisse für diese verantwortungsvolle Funktion.

### Erstellung von Richtlinien und Leitfäden
In der Staubeckenkommissionsverordnung 1985 ist vorgesehen, dass die Staubeckenkommission bezüglich wesentlicher Festlegungen zu Stauanlagen Richtlinien und Leitfäden beschließen kann. Diese repräsentieren den Stand der Technik und helfen bei der Vereinheitlichung der Vorgangsweise von Bemessung und Überwachung von Stauanlagen
Bisher beschlossene Richtlinien und Leitfäden:
- Richtlinie zum Nachweis der Tragsicherheit von Betonsperren
- Richtlinie zum Nachweis der Standsicherheit von Staudämmen, 1996
- Richtlinie zur Erdbebenberechnung von Talsperren; Band 1–6, 1996–2001

- Leitfaden zum Nachweis der Hochwassersicherheit von Talsperren, BMLFUW, Österr. Staubeckenkommission, TU-Wien, Fassung 12/2009
- Leitfaden für Zentrale Warten beim Betrieb von Stauanlagen, 12/2007
- Leitfaden: Mindestanforderungen an den Stauanlagenverantwortlichen von „Kleinen Stauanlagen“, BMLFUW, Österr. Staubeckenkommission, Fassung 12/2009
- Handbuch: Betrieb und Überwachung von „kleinen Stauanlagen“ mit länger dauernden Staubelastungen, Fassung 12/2009

## Mitglieder
Bereits bei der Gründung der Staubeckenkommission wurde festgelegt, dass ihre Mitglieder Experten aus jenen Fachgebieten sein sollten, die für die Planung, den Bau, den laufenden Betrieb und die Überwachung von Stauanlagen wichtig sind. Weiters sollten pro Fachgebiet immer mehrere Personen zugezogen werden, um die Einschätzungen und Beschlüsse auf eine breitere Basis zu stellen.

## Aktuelle Entwicklungen
Seit der Jahrtausendwende werden von den Behörden vermehrt Gutachten zu großen Hochwasserrückhaltebecken der Wildbach- und Lawinenverbauung eingeholt, da die meist exponierte Lage dieser Bauwerke und die Mischung aus Wasser und Feststoffen besondere Erfahrung bei der Bemessung verlangen.
Parallel dazu wird die Zahl der Anträge für neue Speicherkraftwerke immer weniger bzw. verlagern sich die Anträge auf Erhöhungen bestehender Talsperren zur Schaffung zusätzlicher Speichervolumen bei Pumpspeicherkraftwerken.